# IFPI Middle East Awards

Bandeira dos países da CCG

IFPI Middle East Awards, é uma premiação que certifica os álbuns mais vendidos no Oriente médio feita pela IFPI desde outubro de 2009. Os países são os membros da CCG(Arábia Saudita, Bahrein, Emirados Árabes Unidos, Kuwait, Omã e o Qatar) e com a adição do Líbano.
| Formato | Certificado | Certificado | Certificado |
| Formato | Ouro        | Platina     |             |
| ------- | ----------- | ----------- | ----------- |
| Álbum   | 3,000+      | 6,000+      |             |